# Arachosinella
Genre
Arachosinella est un genre d'araignées aranéomorphes de la famille des Linyphiidae.

## Distribution
Les espèces de ce genre se rencontrent en Asie de l'Est, en Asie centrale et en Russie.

## Liste des espèces
Selon World Spider Catalog (version 16.5, 26/07/2015) :
- Arachosinella oeroegensis Wunderlich, 1995
- Arachosinella strepens Denis, 1958

## Publication originale
- Denis, 1958 : Araignées (Araneidea) de l'Afghanistan. I. Videnskabelige Meddelelser fra Dansk Naturhistorisk Forening, vol. 120, p. 81-120.